# Piasco
Piasco (en français, Alpiasc) est une commune italienne de la province de Coni, dans la région Piémont.

## Histoire
Les Alpes non dominées par les Romains avaient à leur périphérie 5 péages, dont 3 à l'est, surveillant les principaux débouchés. Les péages était nommés "ad fines" (traduction : à la frontière) et on y prélevait l’impôt sur les marchandises nommé Quarantième des Gaules. Il y eut là un péage. Les deux autres étaient : 
- au débouché du Vallée de la Stura di Demonte à Borgo San Dalmazzo.
- au débouché du Val de Suse près d'Avigliana proche de Turin.

## Administration
| Période                                  | Période | Identité | Étiquette | Qualité |
| ---------------------------------------- | ------- | -------- | --------- | ------- |
|                                          |         |          |           |         |
| Les données manquantes sont à compléter. |         |          |           |         |

### Hameaux
Serravalle

### Communes limitrophes
Costigliole Saluzzo, Pagno, Rossana, Venasca, Verzuolo